# Shanghai Masters
Shanghai Masters, zavoljo sponzorjev imenovan tudi World Snooker Roewe Shanghai Masters, je poklicni snooker turnir. Doslej je bil izveden trikrat in je vselej štel za svetovno jakostno lestvico.
Turnir so vpeljali v sezoni 2007/08, s čimer je postal drugi jakostni turnir v zgodovini, ki poteka na Kitajskem. Pri krovni snooker zvezi so se za organizacijo drugega jakostnega turnirja na kitajskih tleh odločili predvsem zaradi rasti športa v tej državi. Podobno kot prvi, turnir China Open, se tudi na Shanghai Mastersu igra dodaten wildcard krog, v katerem dobi svojo priložnost osem mladih in obetavnih kitajskih igralcev, ki se za mesto na glavnem delu turnirja pomeri z osmimi na svetovni lestvici najslabše uvrščenimi kvalifikanti. 
Turnir trenutno prirejajo v večnamenski športni dvorani Shanghai Grand Stage, Šanghaj, v septembru, s čimer je turnir prvi jakostni turnir sezone.
Turnir so doslej priredili trikrat in vsakokrat ga je osvojil drug igralec. Trije zmagovalci doslej so bili Dominic Dale, Ricky Walden in Ronnie O'Sullivan.

## Zmagovalci
| Leto                   | Zmagovalec        | Nasprotnik v finalu | Končni izid      | Sezona           |
| Shanghai Masters       | Shanghai Masters  | Shanghai Masters    | Shanghai Masters | Shanghai Masters |
| ---------------------- | ----------------- | ------------------- | ---------------- | ---------------- |
| 2007                   | Dominic Dale      | Ryan Day            | 10 - 6           | 2007/08          |
| Roewe Shanghai Masters |                   |                     |                  |                  |
| 2008                   | Ricky Walden      | Ronnie O'Sullivan   | 10 - 8           | 2008/09          |
| 2009                   | Ronnie O'Sullivan | Liang Wenbo         | 10 - 5           | 2009/10          |